# Crataegus cuneata
Crataegus cuneata — вид квіткових рослин із родини трояндових (Rosaceae).

## Біоморфологічна характеристика
Це листопадний кущ до 15 метрів заввишки, зазвичай з тонкими шипами 5–8 мм. Гілочки пурпурно-коричневі молодими, сірувато-коричневі старішими, спочатку запушені, потім голі. Листки: ніжки листків 4–5 см, вузькокрилі чи ні, голі; пластина широко зворотно-яйцеподібна чи зворотно-довгаста чи зворотно-яйцювато-еліптична, 2–6 × 1–4.5 см, нижня поверхня рідко запушена й густо уздовж жилок, верх голий, основа клиноподібна чи послаблена, край неправильно двічі пилчастий чи пилчастий, 3-лопатевий, рідше 5-лопатевий у верхівковій частині чи не лопатевий, верхівка гостра. Суцвіття — 5–7-квітковий щиток, 2–2.5 см у діаметрі. Квітки ≈ 1 см у діаметрі; чашолистки трикутно-яйцюваті, ≈ 4 мм, обидві поверхні ворсинчасті; пелюстки білі, ± яйцюваті чи зворотно-яйцюваті, 6–7 мм; тичинок 20. Яблука червоні чи жовті, ± кулясті чи стиснено-кулясті, 1–2 см у діаметрі, голі; чашолистки часто стійкі. Період цвітіння: травень і червень; період плодоношення: вересень — листопад.

## Ареал
Зростає в східній частині Китаю; культивується в Японії.
Населяє долини й чагарники; на висотах 200–2000 метрів.

## Використання
Плоди вживають сирими чи приготованими чи сушать. Приємні на смак плоди продаються на місцевих ринках у Китаї та Японії. Плід містить ≈ 0.44% білка, 1% жиру, 22.1% вуглеводів, 0.8% золи, багатий на вітамін С, фруктові кислоти і пектин.
Хоча конкретних згадок про цей вид не було помічено, плоди та квіти багатьох видів глоду добре відомі в трав'яній народній медицині як тонізувальний засіб для серця, і сучасні дослідження підтвердили це використання. Зазвичай його використовують у вигляді чаю чи настоянки. Плід є анодинним, антихолестеринемічним, протидіарейним, протидизентерійним, в'яжучим, кровотонізуючим, кардіотонічним, кровоспинним і шлунковим засобом.
Деревина роду Crataegus, як правило, має хорошу якість, хоча вона часто занадто мала, щоб мати велику цінність. Екстракт плодів використовується в комерційних косметичних препаратах для кондиціонерів для шкіри. Порошок сухофруктів використовується як зволожувач в косметичних препаратах. Саджанці використовуються в Китаї як підщепи для інших культурних глодів, особливо Crataegus pinnatifida. Квіти та плоди цінуються як садові дерева та бонсай.

## Галерея

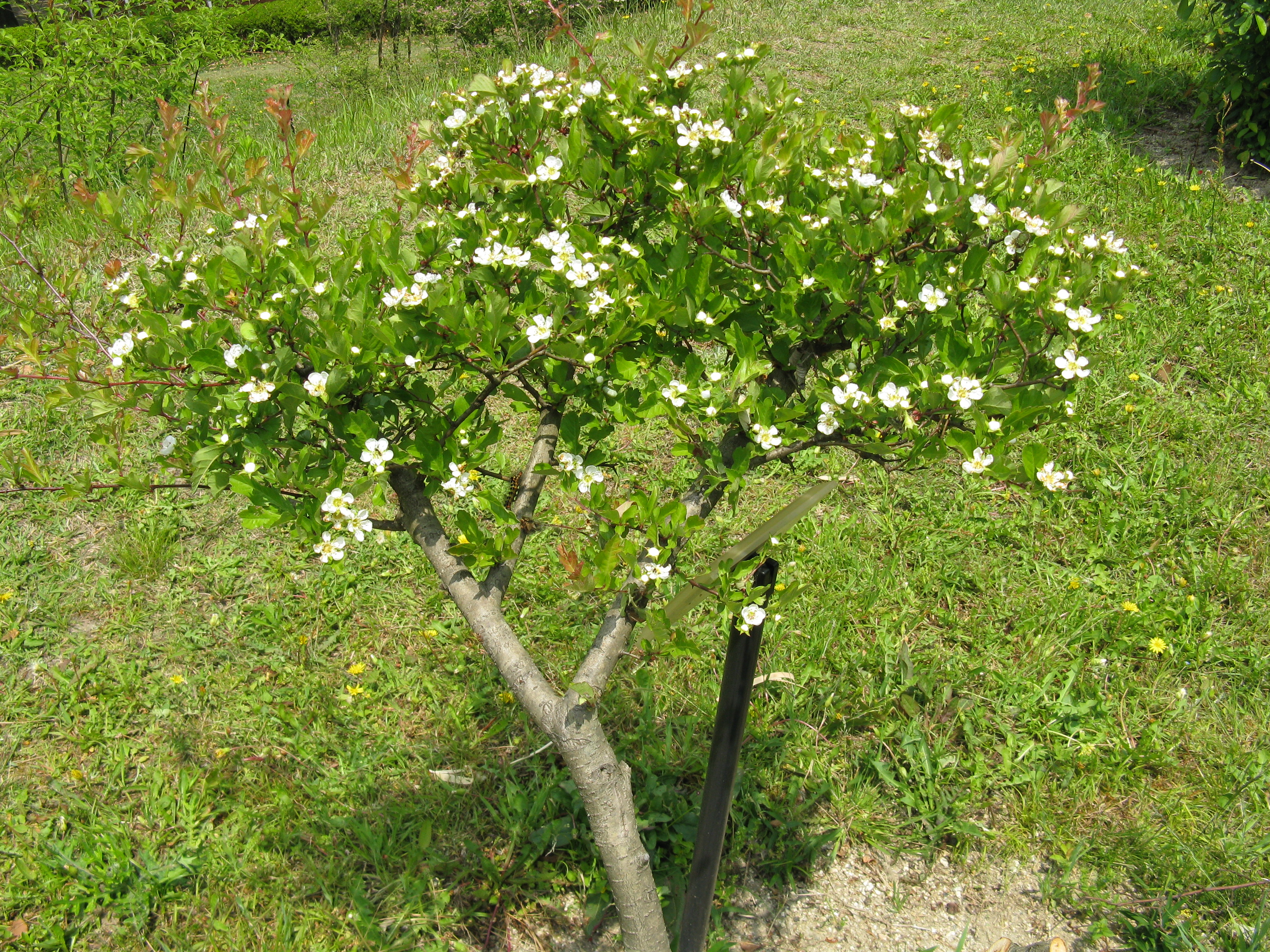
культивоване деревце
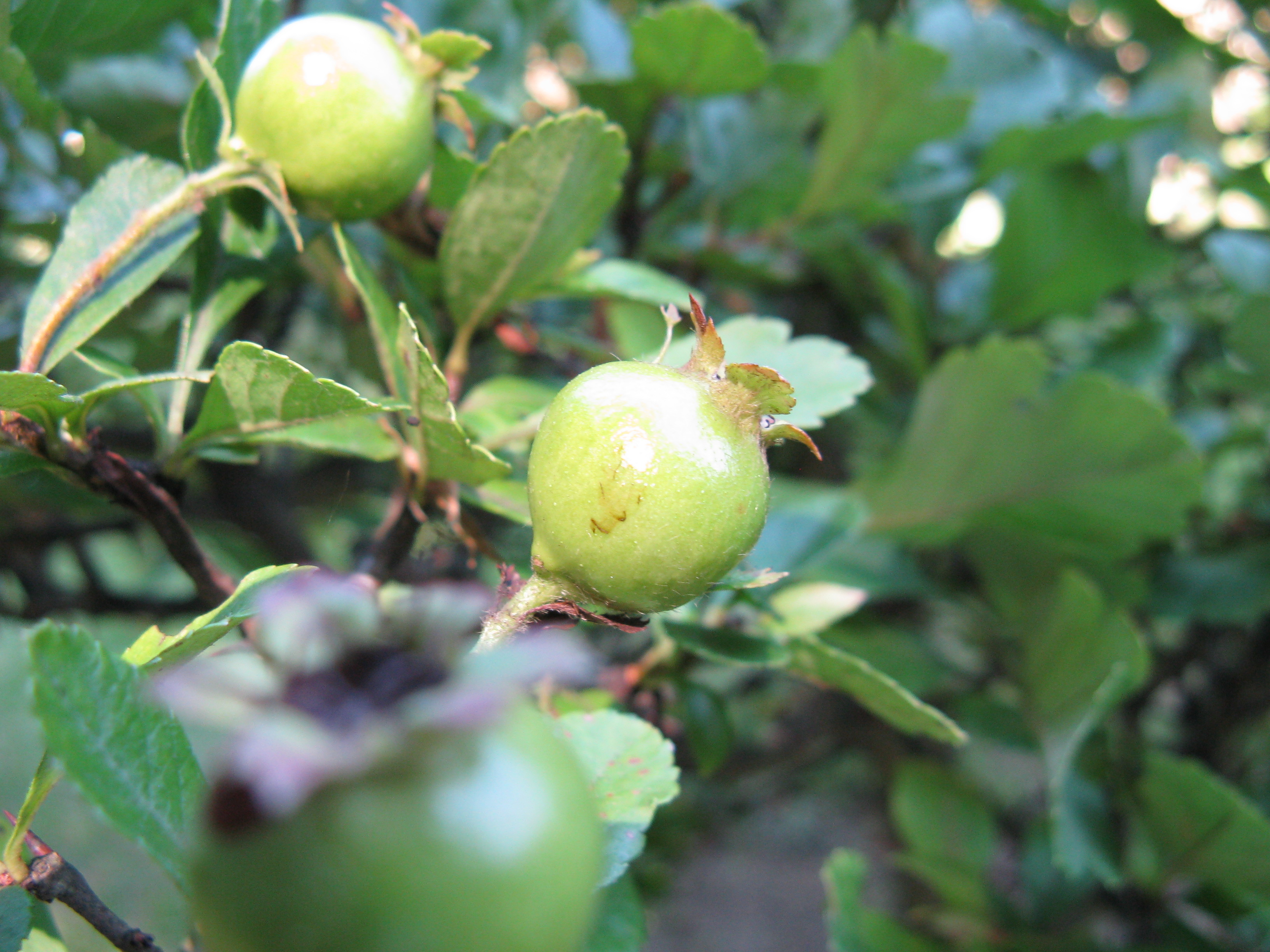
плоди
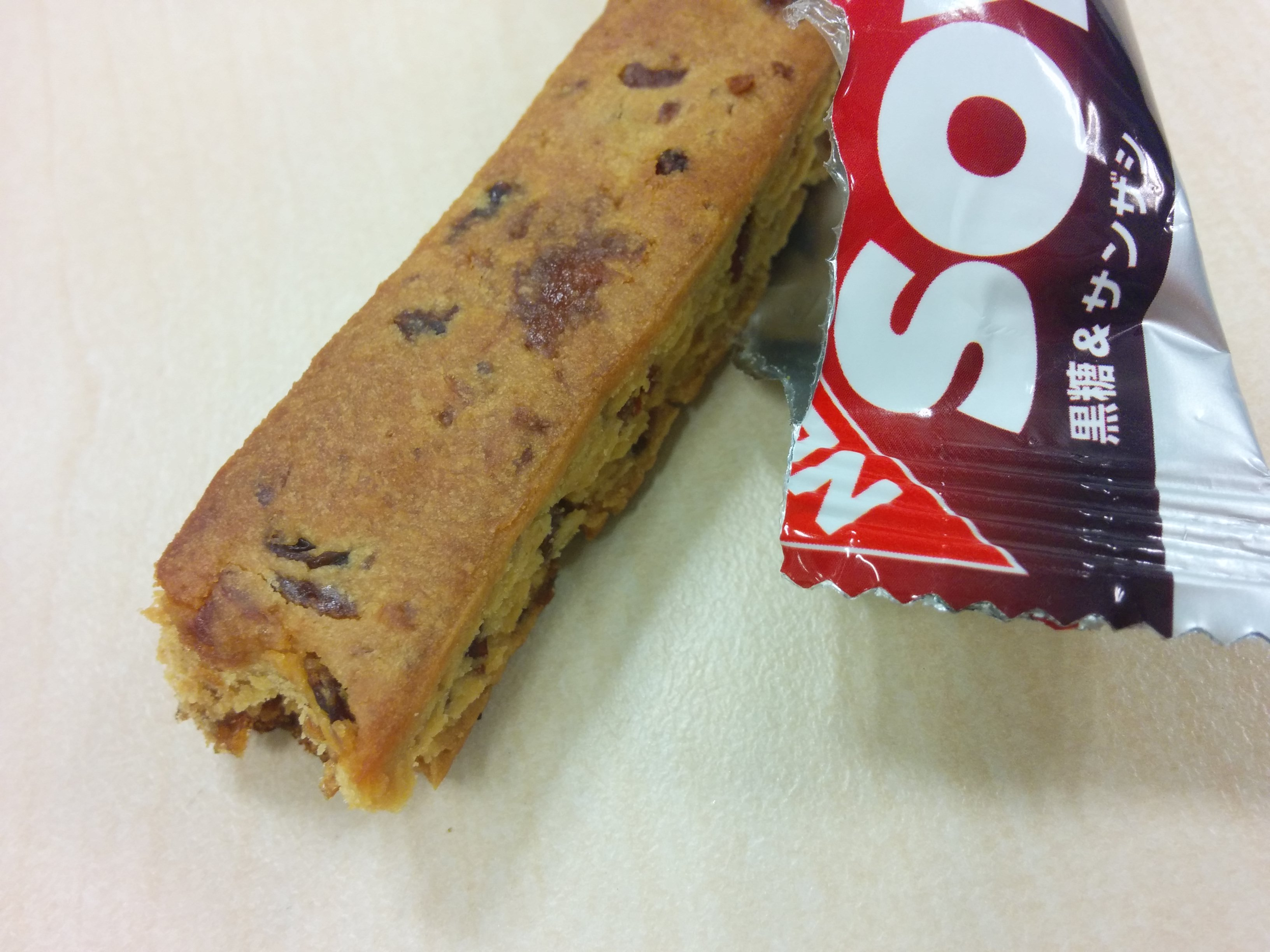
японський батончик з глодом
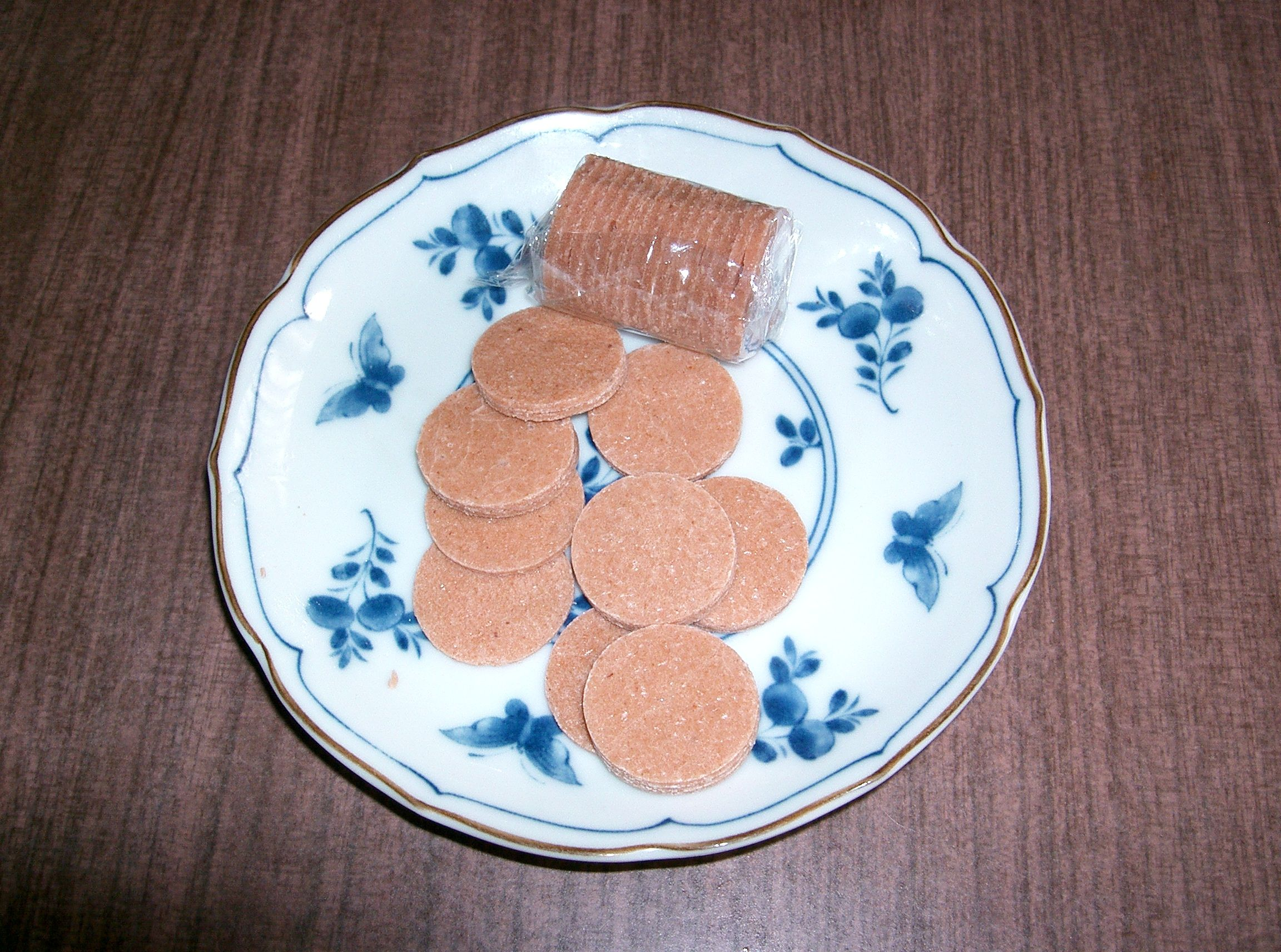
печиво з глодом